# Holger Lange
Holger Lange (* 1960 in Hamburg) ist seit dem 1. August 2015 kaufmännischer Geschäftsführer der Stadtreinigung Hamburg.  Von 2011 bis 2015 bekleidete er das Amt des Staatsrates für Umwelt und Energie in der Behörde für Stadtentwicklung und Umwelt (BSU) der Freien und Hansestadt Hamburg.

## Leben und beruflicher Werdegang
Nach seiner Ausbildung und Tätigkeit als Bankkaufmann sowie dem Zivildienst bei „Arbeit und Leben“ studierte Holger Lange von 1982 bis 1989 als Stipendiat der Friedrich-Ebert-Stiftung Rechtswissenschaften an der Universität Hamburg mit dem Schwerpunkt Umwelt-, Gesellschafts- und Finanzrecht. Nach seinem Staatsexamen trat er 1990 in den Öffentlichen Dienst der Freien und Hansestadt Hamburg ein. Dort war er zunächst im überregionalen Umweltschutz tätig und wurde später persönlicher Referent des damaligen Umweltsenators Jörg Kuhbier. In den folgenden Jahren arbeitete Lange unter anderem im Bereich Bodenschutzrecht (Umweltbehörde), in der überregionalen Wissenschaftsfinanzierung (Finanzbehörde) und schließlich in den Jahren 1997 bis 2001 als Leiter des Büros des damaligen Ersten Bürgermeisters Ortwin Runde. Von 2006 bis 2009 war Holger Lange Leiter der Projektgruppe Föderalismusreform II (Senatskanzlei und Finanzbehörde). Ab 2009 bis zu seiner Berufung zum Staatsrat leitete er das Amt für Natur- und Ressourcenschutz der BSU.
Am 24. März 2011 wurde Holger Lange zum Staatsrat für Umwelt und Energie berufen. In dieser Funktion war er auch Aufsichtsratsvorsitzender mehrerer öffentlicher Unternehmen, darunter Deutschlands größtem kommunalen Trinkwasserversorgungs- und Abwasserbeseitigungsunternehmen Hamburg Wasser, Stadtreinigung Hamburg und Hamburg Energie. Zudem war er Mitglied in den Aufsichtsräten der Hamburger Hochbahn AG, der Vattenfall Wärme Hamburg GmbH sowie Vorsitzender des Stiftungsrates der Hamburger Klimaschutzstiftung Umweltzentrum Karlshöhe.
Seit dem 1. August 2015 ist Holger Lange kaufmännischer Geschäftsführer der Stadtreinigung Hamburg.

## Ehrenamtliches Engagement
Lange ist in verschiedenen Verbänden und Gremien aktiv. Er ist Mitglied des Vorstandes der Entsorgergemeinschaft der Deutschen Entsorgungswirtschaft e.V. (EdDE), Vorsitzender der VKU Landesgruppe Küstenländer (Abfallwirtschaft und Stadtsauberkeit VKS), Mitglied des VKU-Verbandsvorstandes sowie im Vorstand des VKU-Fördervereins. Darüber hinaus engagiert er sich als Justitiar im Präsidium der AWO Hamburg und im Stiftungsrat der Hamburger Klimaschutzstiftung.
In der SPD Harburg hat er u. a. das Gesprächsforum der „Harburger Gespräche“ initiiert und organisiert.

## Politisches Engagement
Holger Lange ist seit vielen Jahren Mitglied der SPD und war in verschiedenen Funktionen aktiv, zunächst im Kreisverband Hamburg-Nord, nach Umzug im Kreisverband Harburg. Bis heute ist er -mit kurzer Unterbrechung- im Kreisvorstand Harburg verantwortlich für das langjährige Gesprächsforum der „Harburger Gespräche“, in dem prominenten Experten zu überregionalen Themen zu Wort kommen.